# Geiranger

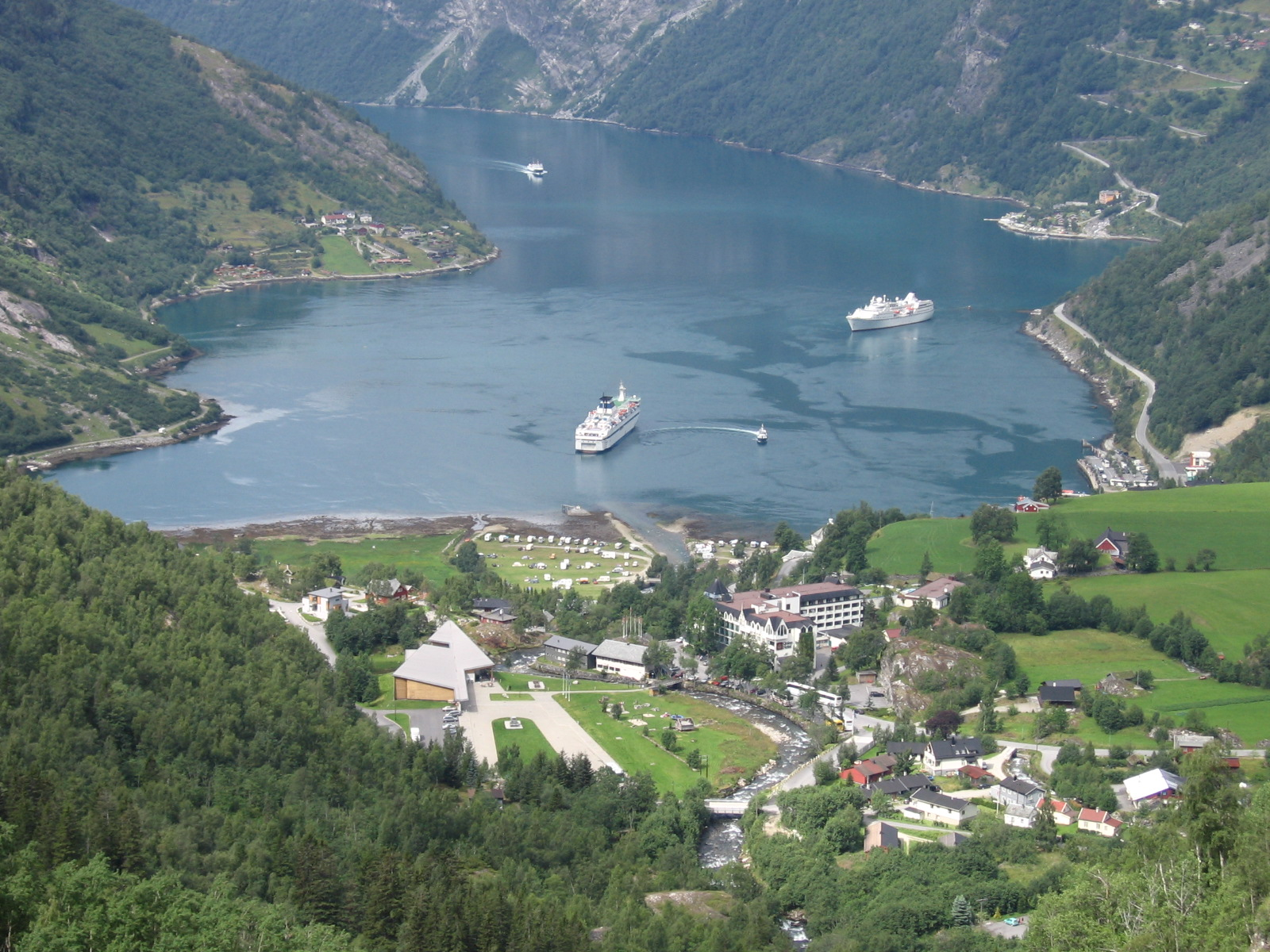
Geiranger et le fjord de Geiranger

Geiranger est une petite ville touristique norvégienne située dans la région de Sunnmøre et la municipalité de Stranda. Nichée au creux d'une des branches du Storfjord, elle offre quelques-uns des plus beaux panoramas au monde et a ainsi été déclarée « plus belle destination » en Norvège par le guide Lonely Planet.
Troisième plus grand port de croisière norvégien, il reçoit près de 160 navires durant les quatre mois de la saison touristique. Plusieurs centaines de milliers de personnes y font par ailleurs étape chaque été, faisant du tourisme la principale activité de ses 250 résidents permanents.
La ville compte cinq hôtels et plus de dix campings. Le plus grand hôtel est l'Union Hotel qui est également le plus grand hôtel de l'ouest de la Norvège.
Depuis 2005, le fjord de Geiranger fait partie des sites classés par l'UNESCO.